# Jagodlin
Jagodlin (Cananga (DC.) Hook. f. & Thomson) – rodzaj roślin z rodziny flaszowcowatych (Annonaceae Juss.). Według The Plant List w obrębie tego rodzaju znajdują się 4 gatunki o nazwach zweryfikowanych i zaakceptowanych, podczas gdy jeden takson ma status gatunku niepewnego (niezweryfikowanego). Rośliny te występują naturalnie w klimacie równikowym na obszarze od Azji po Australię. Gatunkiem typowym jest C. odorata (Lam.) Hook.f. & Thomson. 

## Morfologia

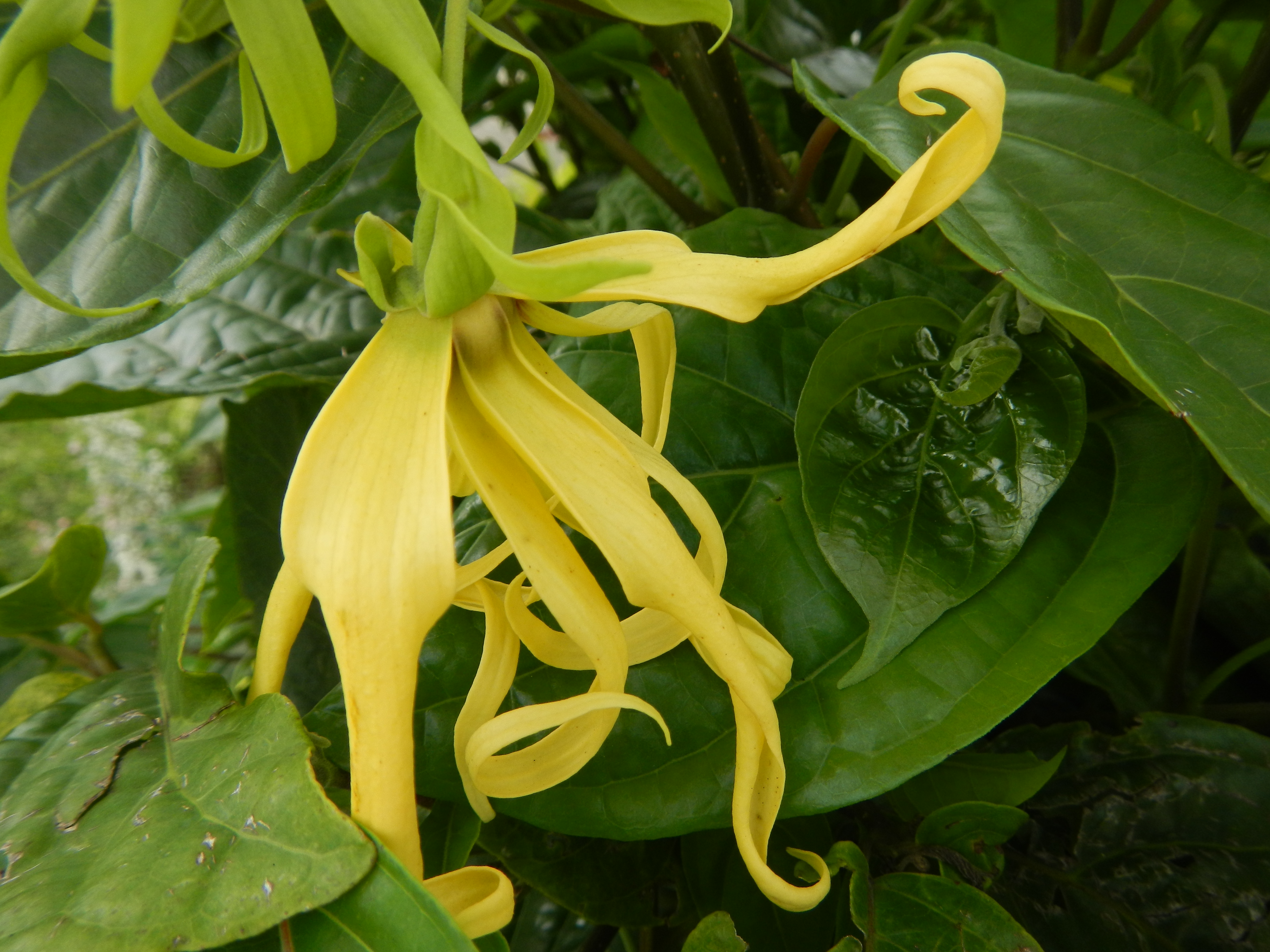
Kwiaty jagodlinu wonnego

PokrójZimozielone drzewa lub krzewy.
LiścieNaprzemianległe, pojedyncze, siedzące. Liść jest całobrzegi.
KwiatyPromieniste, obupłciowe, zebrane w wierzchotki lub grona. Rozwijają się w kątach pędów. Mają 3 działki kielicha. Płatków jest 6, ułożonych w dwóch okółkach. Pręciki są liczne, pylniki otwierają się bocznie lub wewnętrznie. Zalążnia jest górna, składająca się licznych słupków o podłużnym kształcie.
OwoceMają jajowaty lub prawie kulisty kształt.

## Systematyka
Pozycja według APweb (aktualizowany system APG III z 2009)Rodzaj wraz z całą rodziną flaszowcowatych w ramach rzędu magnoliowców wchodzi w skład jednej ze starszych linii rozwojowych okrytonasiennych określanych jako klad magnoliowych.
Pozycja w systemie Reveala (1999)Gromada okrytonasienne, podgromada Magnoliophytina, klasa Magnoliopsida, podklasa Magnoliidae, nadrząd Magnolianae, rząd flaszowcowce, rodzina flaszowcowate, rodzaj jagodlin.
Lista gatunków
- Cananga brandisiana (Pierre) Saff.
- Cananga latifolia (Hook.f. & Thomson) Finet & Gagnep.
- Cananga latifolium (Hook. f. & Thomson) Ridl.
- Cananga odorata (Lam.) Hook.f. & Thomson – jagodlin wonny

## Zastosowanie
Gatunek C. odorata bywa uprawiany jako roślina ozdobna między innymi na Madagaskarze, Komorach, wyspie Reunion oraz na Filipinach. Ponadto jego kwiaty są źródłem olejku ilangowego (zwanego także olejkiem Cananga) – dojrzały okaz daje rocznie 9 kg świeżych kwiatów, z których produkuje się 30 g tego olejku. Jest on składnikiem między innymi perfumu Chanel No. 5. Na Sri Lance z okwiatu wytwarza się używkę betel.